# Malcolm MacQuillan
Malcolm MacQuillan (mort le 10 février 1307) est un noble gaëlique ou scoto-Normand, partisan du roi d'Écosse Robert Ier lors de la Première guerre d’indépendance écossaise, ce qui conduit à son exécution par les Anglais après la bataille de Loch Ryan.

## Biographie
Malcolm originaire des Hébrides est surnommé « le fiz le Engleys » c'est-à-dire « le fils de l'anglais » mais on ignore son origine. Il contrôle le sheriffdom de Perth qui inclut l'Argyll jusqu'en 1293. Si on l'identifie à Malcolm MacCulian qui détient des droits héréditaire dans le Kintyre il est peut-être apparenté au clan McSween ou Sweeney. En 1300, Malcolm reçoit un sauf-conduit des Anglais lui permettant d'attaquer et piller les navires écossais à l'aide de sa propre flotte.
Malcolm rallie cependant Robert Bruce lorsque ce dernier envahit l'Annandale début 1307. L'invasion est conduite par Alexandre de Brus et son frère Thomas, Malcolm MacQuillan et Reginald de Crawford. Ils embarquent avec 1 000 hommes sur 18 navires à Loch Ryan et débarquent près de Stranraer. L'invasion est rapidement écrasée par les forces anglaises locales commandées par Dungal MacDouall, un partisan des Comyn, des Balliol et du roi d'Angleterre Édouard Ier. Seuls deux navires s'enfuirent. Tous les chefs de l'invasion furent capturés. Dungal MacDouall fit immédiatement exécuter Malcolm MacQuillan tandis que les trois autres furent transférés à Carlisle, où Édouard ordonna leur exécution